# رالي جدة

شعار الرالي في النسخة الثانية.

رالي جدة أو رالي جدة الصحراوي هو سباق رالي يقام في محافظة جدة في السعودية بشكل سنوي. انطلقت النسخة الأولى منه في سنة 2014، بينما انطلقت النسخة الثانية في 30 أبريل 2015.

## التاريخ

### النسخة الأولى
انطلقت النسخة الأولى من الرالي في سنة 2014 وتوج السعودي يزيد الراجحي بالبطولة.

### النسخة الثانية
انطلقت النسخة الثانية بتاريخ 30 أبريل 2015 برعاية رئيس اللجنة العليا المنظمة للرالي الأمير مشعل بن ماجد، واستمر الرالي لمدة ثلاثة أيام حتى تاريخ 2 مايو 2015. توج يزيد الراجحي بطلا للرالي للمرة الثانية على التوالي.

## سجل الأبطال
| السنة | البطل        |
| ----- | ------------ |
| 2014  | يزيد الراجحي |
| 2015  | يزيد الراجحي |